# Garizim
Il Garizìm (in arabo جَبَل جَرِزِيم‎?, Jabal Jarizīm) è una montagna di 868 m. che si trova in Palestina ad ovest della città di Nablus.

## Nella Bibbia
La testimonianza biblica parla del suo carattere sacro sin dall'antichità (cfr. Deuteronomio 11,29). Separatisi dai Giudei, i Samaritani costruirono sul Garizìm un tempio (2 Maccabei 6,2), nel luogo sul quale - secondo una loro tradizione - avvenne il sacrificio di Abramo. Ai piedi del monte la tradizione situa il pozzo di Giacobbe. Il tempio sul Garizìm, costruito all'epoca di Alessandro Magno (328 a.C.) a imitazione del tempio di Gerusalemme, fu distrutto duecento anni dopo da Giovanni Ircano (128 a.C.). Ma tra i Samaritani restò la convinzione che su quel monte bisognava adorare Dio (cfr. Giovanni 4,20). Il monte fu sede nel 36 d.C. di una rivolta, duramente repressa da Ponzio Pilato, all'epoca prefetto della Giudea, e nel 67 d.C. i Samaritani che qui si erano rifugiati furono sconfitti dal legatus legionis di Vespasiano, Sesto Vettuleno Ceriale, e poi massacrati in numero di 11600.
Nel 1964 vennero rinvenuti sul Garizìm i resti dell'antico tempio samaritano.
Ad oggi il monte è ancora sito sacro per il samaritanesimo, sede delle cerimonie officiate dai sommi sacerdoti samaritani. Ai suoi piedi sorge l'ultimo villaggio interamente samaritano, Kiryat Luza.